# タティアナ・リッソ
タティアナ・リッソ（Tatiana Rizzo、女性、1986年12月30日 - ）は、アルゼンチンのバレーボール選手。ポジションはリベロ。アルゼンチン代表。

## 来歴
サン・フェルナンド出身。2007年にアルゼンチン代表に初選出される。代表チームのリベロとしてあらゆる国際大会で活躍し、ワールドカップには3大会連続出場し、2016年のリオ五輪にも出場した。2021年開催の東京2020オリンピックに出場した。同年の南米選手権でベストリベロ賞を受賞した。

## 球歴
- オリンピック - 2016年、2021年
- 世界選手権 - 2014年、2018年
- ワールドカップ - 2011年、2015年、2019年
- ワールドグランプリ - 2015年、2016年、2017年

## 受賞歴
- 2021年　南米選手権 ベストリベロ賞

## 所属クラブ
- Banco Nación（2003-2011年）
- Boca Juniors（2011-2015年）
- Rio do Sul（2015-2017年）
- Boca Juniors（2017-2021年）
- River Plate（2021-2022年）
- Levallois Sporting Club（2022-2023年）
- SL Benfica（2023-）